# Paul Sobol

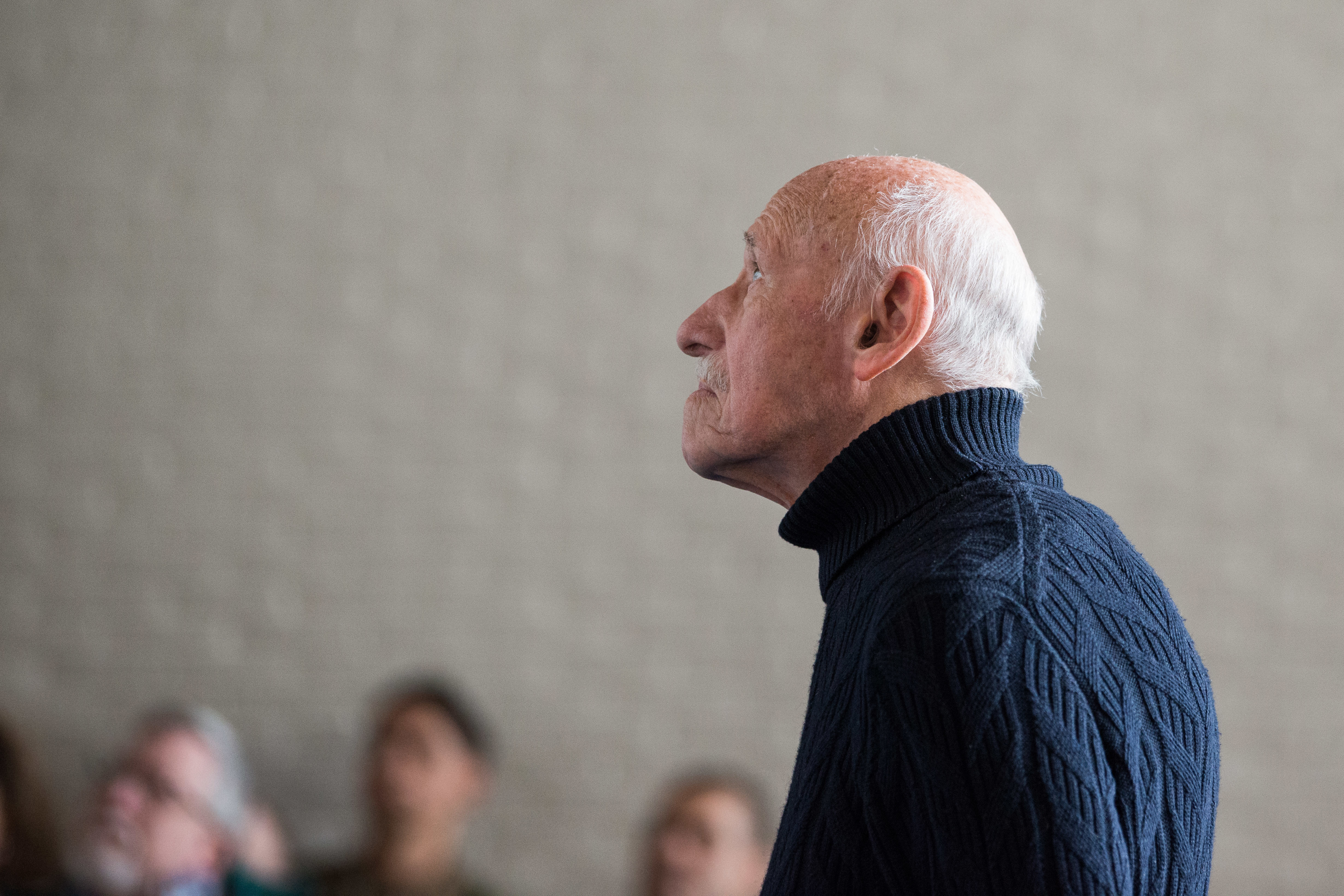
Paul Sobol (2019)

Paul Sobol (26. Juni 1926 in Paris – 17. November 2020 in Brüssel) war ein belgischer Holocaust-Überlebender und Zeitzeuge.

## Leben
Sobol entstammte einer jüdischen Familie aus Polen, kam als Achtjähriger nach Brüssel und konnte sich während der ersten Jahre der deutschen Besetzung Belgiens verstecken. Er wurde verraten, am 13. Juni 1944 verhaftet und über das SS-Sammellager Mecheln am 31. Juli 1944 in das Konzentrationslager Auschwitz-Birkenau deportiert. Mit dem 26. und letzten der RSHA-Deportationszüge aus Belgien – 276 Männer, 24 Jungen, 240 Frauen und 23 Mädchen – kam Paul Sobol am 2. August 1944 an der Rampe von Auschwitz-Birkenau an. Nach der Selektion wurde Paul Sobol (Häftlingsnummer B-3635) mit 222 Männern, die die Nummern B-3450 bis B-3672 erhielten, und 138 Frauen ins Lager eingewiesen. Die übrigen 202 Deportierten, darunter 47 Kinder, wurden in den Gaskammern getötet. Paul Sobol kam in ein Arbeitskommando im Stammlager (Auschwitz I), überlebte, und wurde am 18. Januar 1945 in einem Todesmarsch ins KZ Groß-Rosen verlegt, das die Auschwitz-Häftlinge am 21. Januar 1945 erreichten. Zwei Tage später wurde Sobol in einem geschlossenen Waggon ins KZ Dachau transportiert, von wo er in den Dachauer KZ-Außenlagerkomplex Mühldorf verlegt wurde. Bei einem Luftangriff auf Mühldorf am 25. April 1945 gelang Sobol die Flucht und er fand Unterschlupf bei französischen Kriegsgefangenen. Am 1. Mai 1945 wurde er schließlich von den vorrückenden amerikanischen Streitkräften befreit. Sobol kehrte nach Brüssel zurück und heiratete 1947 seine Jugendliebe, Nelly Vandepaer (1926–2012); das Paar bekam zwei Kinder, einen Sohn und eine Tochter.
Erst Jahrzehnte nach der KZ-Haft, 1987, begann er von Auschwitz zu erzählen. Viele Jahre lang begleitete er Gruppen junger Menschen aus Belgien und Luxemburg nach Auschwitz, in die dortige Gedenkstätte Auschwitz und in die Internationale Jugendbegegnungsstätte. Im Jahr 2010 veröffentlichte er seine Lebenserinnerungen als Buch mit dem Titel Je me souviens d’Auschwitz. Christoph Heubner, Vizepräsident des Internationalen Auschwitz Komitees, berichtete anlässlich seines Todes, dass die jungen Menschen „von seiner leisen Freundlichkeit“ beeindruckt gewesen seien – und von seiner Bitte, in der Demokratie Verantwortung zu übernehmen.
Seine Schwester Bella, Betsy genannt, überlebte Auschwitz ebenfalls. Die Eltern und der jüngere Bruder wurden im Zuge der Shoah ermordet, der Vater in Theresienstadt, die Mutter in Bergen-Belsen, der 14-jährige David auf einem Todesmarsch.

## Gedenken

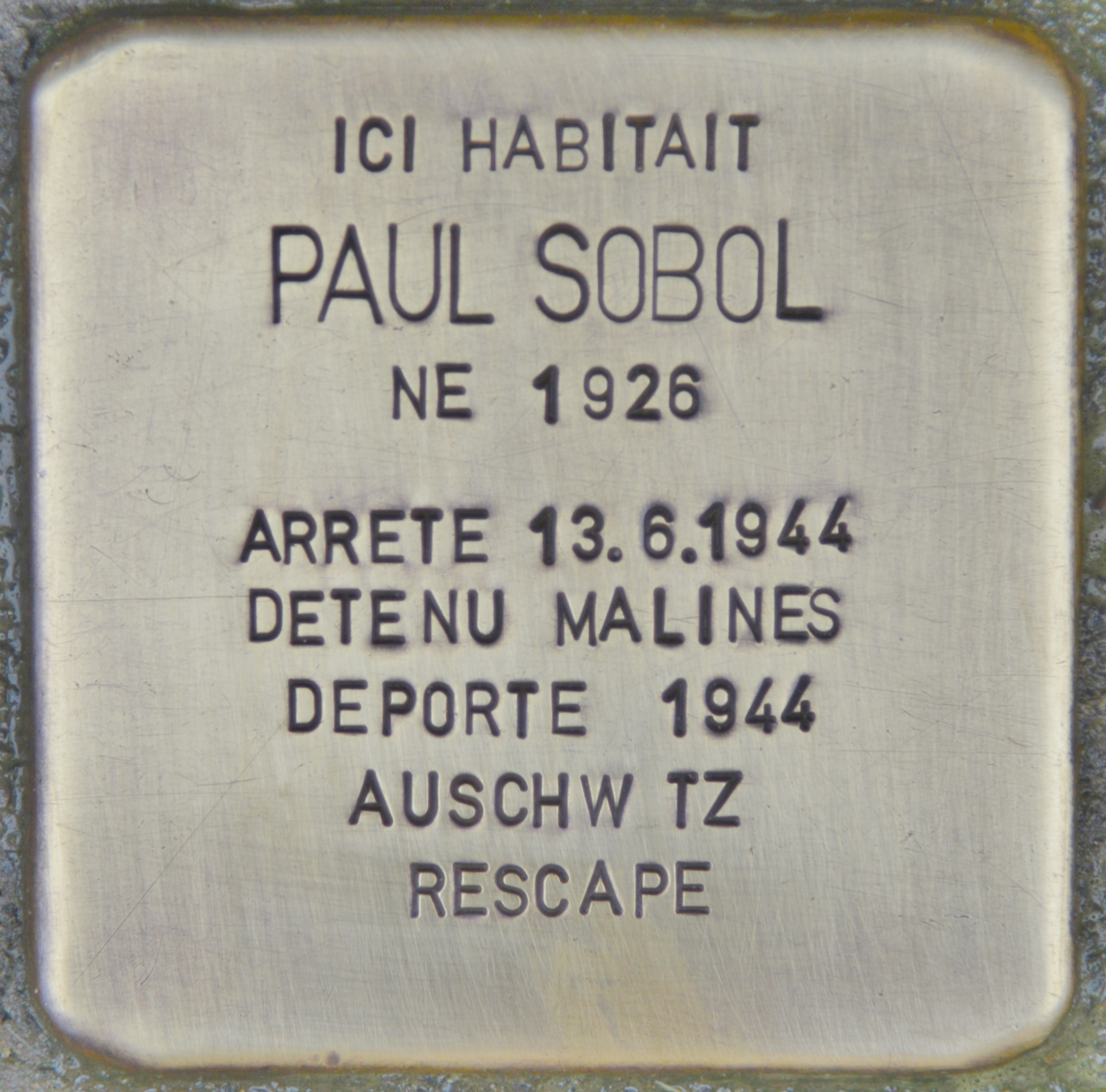
Stolperstein für Paul Sobol

Am 29. Oktober 2014 wurden in der Rue Jean Van Volsem n° 64 von Ixelles/Elsene fünf Stolpersteine zum Gedenken an die Familie Sobol verlegt, drei für die ermordeten Familienmitglieder und zwei für die seinerzeit überlebenden.